# Booking Holdings
Booking Holdings Inc. é uma empresa americana de tecnologia de viagens organizada em Delaware e sediada em Norwalk, Connecticut, que possui e opera vários agregadores de tarifas de viagens e mecanismos de metabusca de tarifas de viagens, incluindo o homônimo e principal Booking.com, Priceline.com, Agoda.com, Kayak .com, Cheapflights, Rentalcars.com, Momondo e OpenTable . Opera sites em cerca de 40 idiomas e 200 países.
Em 2017, 89% do seu lucro bruto foi obtido fora dos Estados Unidos - a maior parte usando Booking.com.
Em 2019, os consumidores reservaram 845 milhões de diárias de acomodação, 77 milhões de dias de aluguel de carros e 7 milhões de passagens aéreas usando sites de propriedade da Booking Holdings.
Em 2017, 93,4% das receitas foram provenientes de comissões e 6,6% das receitas foram derivadas de publicidade .
A empresa ficou em 216º lugar na lista Fortune 500 de 2019 das maiores corporações dos Estados Unidos em receita.

## História
Em 1997, Jay S. Walker fundou a empresa em Stamford, Connecticut, que lançou o Priceline.com, um site de viagens on-line que usava um modelo de licitação Name Your Own Price.
Em 1999, a empresa tornou-se uma empresa pública por meio de uma oferta pública inicial, tornando Walker, que detinha uma participação de 35% na empresa, um multimilionário.
A empresa experimentou a venda de outros produtos e serviços, como mantimentos, gasolina, hipotecas residenciais e carros, mas essas ofertas foram descontinuadas em 2000.
Em julho de 2017, a empresa adquiriu o Grupo Momondo.
Em agosto de 2017, a KAYAK adquiriu os ativos da Mundi, uma empresa brasileira de metabusca.
Em 21 de fevereiro de 2018, o nome da empresa foi alterado de The Priceline Group Inc. para Booking Holdings. Em 27 de fevereiro de 2018, a empresa alterou seu símbolo de ação de "PCLN" para "BKNG".

### Gestão
Jeffery H. Boyd foi nomeado CEO em 2002 e permaneceu nessa função até se tornar Presidente do Conselho da Booking Holdings em 2013.
A partir de 1º de janeiro de 2014, Darren Huston foi nomeado CEO da empresa, substituindo Jeff Boyd. Em 28 de abril de 2016, Huston foi forçado a renunciar após um caso extraconjugal e Boyd foi nomeado CEO interino.
A partir de 1º de janeiro de 2017, Glenn D. Fogel foi nomeado CEO e presidente.